# Stała sedymentacji Svedberga
Stała sedymentacji Svedberga, stała Svedberga, S – współczynnik określający szybkość poruszania się cząstek koloidalnych pod wpływem sił odśrodkowych w ultrawirówkach, czyli sedymentację.
Stała sedymentacji jest definiowana wzorem
{\displaystyle S={\frac {1}{\omega ^{2}(t_{2}-t_{1})}}\ln {\frac {x_{2}}{x_{1}}},}
gdzie:
{\displaystyle \omega } – prędkość kątowa wirówki (rad/s),
{\displaystyle x_{1},x_{2}} – położenie polimeru w czasie – odpowiednio – {\displaystyle t_{1}} i {\displaystyle t_{2}.}
Jednostką stałej sedymentacji jest s lub swedberg (1 swedberg = 10−13 s)
W biochemii współczynnik ten stosuje się do określenia masy, wielkości np. rybosomów. Aby sprawdzić stałą sedymentacji, trzeba zmiażdżyć takie organellum komórkowe i wprawić w bardzo szybki ruch wirowy. W zależności od masy organellum będzie albo opadać, albo zostawać na wierzchu.